# بوب فان ديجيك
بوب فان ديجيك (بالإنجليزية: Bob van Dijk)‏ هو كبير الإداريين التنفيذيين جنوب أفريقي، ولد في 1973.